# Saul Cernichovskij
Saul Gutmanovič Cernichovskij, in ebraico שאול טשרניחובסקי, in russo Саул Гутманович Черниховский, ed in altre lingue spesso conosciuto come Shaul Tchernichovsky o Saul Tschernichowski (Michajlovsk, 20 agosto 1875 – Gerusalemme, 14 ottobre 1943), è stato un poeta russo.

## Biografia
Nacque in un piccolo villaggio, situato al confine tra la Crimea e l'Ucraina, e contraddistinto da un'atmosfera serena e pacifica soprattutto nei confronti della comunità ebraica. All'età di tredici anni si trasferì ad Odessa, dove soggiornò per un decennio, prima di spostarsi ad Heidelberg e nel 1904 a Losanna, dove si laureò in medicina e in chirurgia. Rientrato in Russia, incominciò ad esercitare la professione nella città di Minsk ed allo scoppio della Rivoluzione chiese ed ottenne l'espatrio. Dopo qualche anno di permanenza in Germania (1923-1931), si mosse definitivamente verso la Palestina.
La lirica di Cernichovskij fu di matrice tipicamente europea e classica, come evidenziato nella prima raccolta di successo, intitolata Chezinôth umanghiôth ("Visioni e Melodie"), ispirata dal modello romantico di Heine e Schiller per quanto riguarda lo spirito che avvolse le descrizioni della natura e dell'amore, espresse però in un linguaggio formalmente ebraico. In questa opera non mancarono temi di ispirazione classica derivanti da spunti di Omero e Orazio.
Con l'opera seguente, intitolata Idiliôth ("Idilli"), l'autore si soffermò sulla vita semplice e umile della comunità ucraina, calcando la penna sul pathos umano imprigionato dal rigorismo imposto dalle autorità religiose. Il poeta allargò il suo orizzonte creativo, occupandosi anche di letteratura infantile, nel 1922 con il Hechalil ("Il flauto"). Durante la sua permanenza sulla terra tedesca, l'autore si impegnò anche alla stesura delle sezioni scientifiche di medicina e storia naturale della enciclopedia Judaica.
Ma la sua esplosione creativa la raggiunse dopo il suo trasferimento in Palestina, manifestatasi con canti ispirati alle importanti figure storiche e bibliche. Uno dei denominatori comuni di queste opere, quali Baruch mi Maghonza ("Baruch di Magonza"), fu la lotta per l'acquisizione delle libertà. Nel 1936, il poeta ottenne il riconoscimento dei suoi lavori, grazie alla vittoria nel Premio Bialik. La raccolta composta dei racconti pubblicati nel 1942, sotto il titolo di Sheloshim ashloshah sipparim ("Trentatré racconti"), manifestò esperienze di vita compiute durante il soggiorno a Minsk. L'ultima sua opera, rimasta incompiuta, fu una raccolta poetica intitolata "Lontane stelle del cielo".

## Opere[4]
Titoli dei pubblicati in ebraico

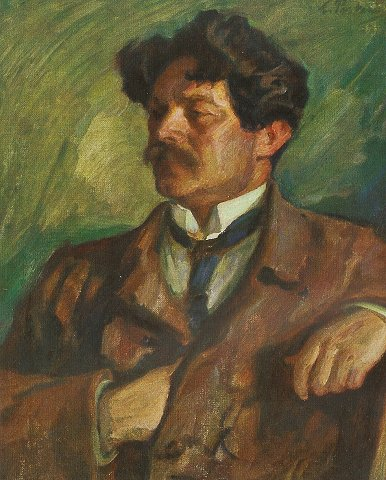
Saul Cernichovskij ritratto nel 1928 da Leonid Pasternak.

- Melodies and Liturgy I, Warsaw-Tushia, 1898 [Hezyonot Ve-Manginot Alef]
- Melodies and Liturgy II, Tushia, 1901 [Hezyonot Ve-Manginot Beit]
- Poems for the Children of Israel (children), Tushia, 1907 [Shirim Le-Yaldei Israel]
- Poems, Odessa-Hashiloah, 1911 [Shirim]
- Stories, Dvir, 1922 [Sipurim]
- Idylls, Berlin-Moriah, 1922 [Sefer Ha-Idiliot]
- The Flute (children), Dvir, 1923 [He-Halil]
- Bar-Kochva (play), Stybel, 1924 [Bar-Kochva]
- New Poems, Stybel, 1924 [Shirim Hadashim]
- Sonnets, Dvir, 1922 [Mahberet Sonetot]
- Collected Works (10 volumes), Va'ad Hayovel, 1929-1932 [Col Kitvei Shaul Tchernichovsky]
- Ballads, Omanut, 1930 [Sefer Ha-Baladot]
- The Threshing Floor (children), Stybel, 1936
- Poems by Shaul Tchernichovsky for his Young Brothers (children), Riga, 1936 [Shirei Tchernichovsky Le-Ehav Ha-Tzeirim]
- Collected Poems, Schocken, 1937 [Col Shirei Shaul Tchernichovsky]
- You See, O Earth (poems), Schocken, 1940 [Ho Adamah]
- Thirty-Three Stories, Schocken, 1941 [Shloshim Ve-Shlosshah Sipurim]
- That Which Never Was (children), Yavne, 1942 [Asher Haya Ve-Lo Haya]
- Poems, Hayovel, 1943 [Shirim]
- Collected Works, Am Oved, 1990-98 [Col Kitvei Shaul Tchernichovsky]

Selezione di poemi tradotti in altre lingue
- Inglese: London, Hasefer, 1929; New York, Jewish Education Committee, 1944
- Francese: Jerusalem, Organisation Sioniste Mondiale, 1949
- Russia: Jerusalem, Biblioteka Aliya, 1974
- Spagnolo: Granada, Università di Granada, 1993
- Yiddish: New York, Pubblicato dalla comunità ebraica di Caracas, Venezuela, 1957

Altri singoli poemi sono stati pubblicati in: italiano, arabo, ceco, olandese, inglese, esperanto, estone, francese, greco, ungherese, giapponese, polacco, portoghese, russo, spagnolo, Yiddish.